# Anopliomorpha antillarum
Anopliomorpha antillarum là một loài bọ cánh cứng trong họ Cerambycidae.